# Taraka formosana
Taraka formosana är en fjärilsart som beskrevs av Matsumura 1927. Taraka formosana ingår i släktet Taraka och familjen juvelvingar. Inga underarter finns listade i Catalogue of Life.